# Schönhausen (Elbe)
Schönhausen (Elbe) este o comună din landul Saxonia-Anhalt, Germania.

## Personalități născute aici
- Otto von Bismarck (1815 - 1898), om de stat al Prusiei, primul cancelar al Imperiului German.